# Slow Rollers (álbum de The Rolling Stones)
Slow Rollers es un álbum recopilatorio de baladas de The Rolling Stones fue lanzado en 1981. Este álbum es la continuación del álbum recopilatorio de 1980 Solid Rock el cual se basaba más en canciones de Rock and roll más bien clásico. Esta es la última recopilación de los Stones que publicó el sello Decca.

## Lista de canciones
Todas las canciones compuestas por Mick Jagger y Keith Richards excepto donde lo indica

### Lado 1
1. "You Can't Always Get What You Want" (single edit) – 4:47
2. "Take It or Leave It" – 2:51
3. "You Better Move On" (Arthur Alexander) – 2:42
4. "Time Is on My Side" (Norman Meade) – 3:00
5. "Pain in My Heart" (Naomi Neville) – 2:14
6. "Dear Doctor" – 3:28
7. "Con le Mie Lagrime Cosi (As Tears Go By)" (Jagger, Richards, Oldham, Danpa) – 2:47

Lado 2
1. "Ruby Tuesday" – 3:18
2. "Play with Fire" (Nanker Phelge) – 2:17
3. "Lady Jane" – 3:12
4. "Sittin' on the Fence" – 3:07
5. "Back Street Girl" – 3:25
6. "Under the Boardwalk" (Arthur Resnick/Kenny Young) – 2:48
7. "Heart of Stone" – 2:49